# About Adam
About Adam è un film del 2000 diretto da Gerard Stembridge.
Le riprese sono state effettuate a Dublino.

## Trama
Una cameriera incontra l'attraente Adam e se ne innamora. Ma l'uomo non perde tempo e avvia una relazione con le altre 2 sorelle della futura moglie (anche se una felicemente sposata) che, pur essendo a conoscenza del coinvolgimento di entrambe le congiunte, non si tira indietro. 
Ma non mancano neppure, nel gioco, un fratello e la sua ragazza.
Il copione è costruito sulla ripetizione di alcune scene, osservate però da punti di vista diversi: ovvero le 3 sorelle, la madre della futura sposa, il cognato e la fidanzata. Il fascino di Adam, la provocazione e l'empatia che riesce a modellare su qualsiasi personaggio fa sì che i personaggi e lo spettatore inconsciamente si affezionino a lui. Le 4 ragazze sognano di vivere una storie da romanzo e Adam sembra soddisfare le loro esigenze all'insaputa l'una delle altre.

## Colonna sonora
Le musiche originali sono di Adrian Johnson. Oltre a queste, durante il film ascoltiamo Kate Hudson cantare "The Man I Love" di George Gershwin e Ira Gershwin, "You Do Something to Me" di Cole Porter e "All the Way" di Sammy Cahn e Jimmy Van Heusen. Sui titoli di coda, Peggy Lee canta "Sisters" di Irving Berlin 

## Edizione italiana
Uscito in Italia il 25 maggio 2001. Doppiaggio eseguito dalla Cine Video Doppiatori. Dialoghi italiani di Nicola Martucci e direzione di doppiaggio di Solvejg D'Assunta.